# Skate Canada International 2014
Skate Canada International 2014 – drugie w kolejności zawody łyżwiarstwa figurowego z cyklu Grand Prix 2014/2015. Zawody rozgrywano od 31 października do 2 listopada 2014 roku w hali Prospera Place w Kelowna.
Zwycięzcą wśród solistów został Japończyk Takahito Mura, a najlepszą solistką okazała się Rosjanka Anna Pogoriła. Rywalizację par zdominowali gospodarze. W parach sportowych zwyciężyli Kanadyjczycy Meagan Duhamel i Eric Radford, zaś w parach tanecznych Kaitlyn Weaver i Andrew Poje.

## Wyniki

### Soliści
| Poz. | Zawodnik            | Nota łączna | SP | SP    | FS | FS     |
| ---- | ------------------- | ----------- | -- | ----- | -- | ------ |
| 1    | Takahito Mura       | 255,81      | 2  | 82,57 | 1  | 173,24 |
| 2    | Javier Fernández    | 244,87      | 1  | 86,36 | 2  | 158,51 |
| 3    | Max Aaron           | 231,77      | 5  | 76,50 | 3  | 155,27 |
| 4    | Stephen Carriere    | 231,67      | 4  | 80,33 | 4  | 151,34 |
| 5    | Konstantin Mieńszow | 225,03      | 3  | 81,70 | 6  | 143,33 |
| 6    | Florent Amodio      | 215,71      | 8  | 72,14 | 5  | 143,57 |
| 7    | Michal Březina      | 208,24      | 7  | 73,29 | 8  | 134,95 |
| 8    | Takahiko Kozuka     | 203,17      | 6  | 75,85 | 11 | 127,32 |
| 9    | Andrei Rogozine     | 202,40      | 9  | 70,95 | 10 | 131,45 |
| 10   | Adam Rippon         | 201,92      | 11 | 62,83 | 7  | 139,09 |
| 11   | Liam Firus          | 198,91      | 10 | 64,94 | 9  | 133,97 |

### Solistki
| Poz. | Zawodniczka        | Nota łączna | SP    | SP | FS     | FS |
| ---- | ------------------ | ----------- | ----- | -- | ------ | -- |
| 1    | Anna Pogoriła      | 191,81      | 65,28 | 1  | 126,53 | 1  |
| 2    | Ashley Wagner      | 186,00      | 63,86 | 2  | 122,14 | 2  |
| 3    | Satoko Miyahara    | 181,75      | 60,22 | 4  | 121,53 | 3  |
| 4    | Courtney Hicks     | 174,51      | 56,36 | 8  | 118,15 | 4  |
| 5    | Rika Hongo         | 171,47      | 59,10 | 5  | 112,37 | 5  |
| 6    | Alona Leonowa      | 164,15      | 62,54 | 3  | 101,61 | 6  |
| 7    | Alaine Chartrand   | 156,22      | 57,06 | 7  | 99,16  | 7  |
| 8    | Brooklee Han       | 146,80      | 51,55 | 11 | 95,25  | 8  |
| 9    | Kim Hae-jin        | 143,43      | 52,18 | 10 | 91,25  | 10 |
| 10   | Veronik Mallet     | 142,25      | 57,45 | 6  | 84,80  | 11 |
| 11   | Viktoria Helgesson | 139,67      | 44,66 | 12 | 95,01  | 9  |
| 12   | Julianne Séguin    | 136,95      | 52,74 | 9  | 84,21  | 12 |

### Pary sportowe
| Poz. | Zawodnicy                               | Nota łączna | SP    | SP | FS     | FS |
| ---- | --------------------------------------- | ----------- | ----- | -- | ------ | -- |
| 1    | Meagan Duhamel / Eric Radford           | 210,74      | 72,70 | 1  | 138,04 | 1  |
| 2    | Sui Wenjing / Han Cong                  | 184,64      | 65,22 | 2  | 119,42 | 2  |
| 3    | Jewgienija Tarasowa / Władimir Morozow  | 175,45      | 64,14 | 3  | 111,31 | 3  |
| 4    | Madeline Aaron / Max Settlage           | 165,91      | 57,20 | 4  | 108,71 | 4  |
| 5    | Vanessa James / Morgan Ciprès           | 161,79      | 56,47 | 5  | 105,32 | 5  |
| 6    | Kirsten Moore-Towers / Michael Marinaro | 158,82      | 53,79 | 6  | 105,03 | 6  |
| 7    | Brittany Jones / Joshua Reagan          | 146,77      | 49,80 | 7  | 96,97  | 8  |
| 8    | Mari Vartmann / Aaron Van Cleave        | 145,89      | 48,43 | 8  | 97,46  | 7  |

### Pary taneczne
| Poz. | Zawodnicy                                     | Nota łączna | SD    | SD | FD     | FD |
| ---- | --------------------------------------------- | ----------- | ----- | -- | ------ | -- |
| 1    | Kaitlyn Weaver / Andrew Poje                  | 171,10      | 68,61 | 1  | 102,49 | 1  |
| 2    | Piper Gilles / Paul Poirier                   | 152,60      | 57,35 | 4  | 95,25  | 2  |
| 3    | Madison Hubbell / Zachary Donohue             | 148,23      | 59,29 | 3  | 88,94  | 3  |
| 4    | Ksienija Mońko / Kiriłł Chalawin              | 143,48      | 59,62 | 2  | 83,86  | 6  |
| 5    | Nielli Żyganszyna / Alexander Gazsi           | 140,95      | 55,35 | 6  | 85,60  | 4  |
| 6    | Alexandra Aldridge / Daniel Eaton             | 137,37      | 56,13 | 5  | 81,24  | 7  |
| 7    | Élisabeth Paradis / François-Xavier Ouellette | 134,48      | 50,35 | 8  | 84,13  | 5  |
| 8    | Sara Hurtado / Adrià Díaz                     | 127,99      | 52,43 | 7  | 75,56  | 8  |